# Kang (Ofenbett)

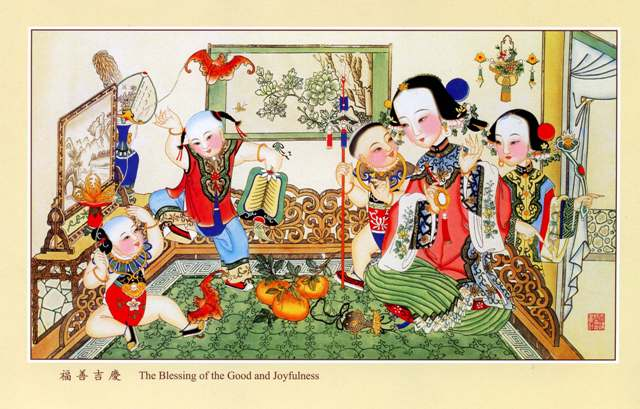
Die Dame des Hauses wird von einer Dienerin begleitet, während die Kinder um sie herum auf einem Kang spielen, Gemälde von Gao Yinzhang (1835–1906)

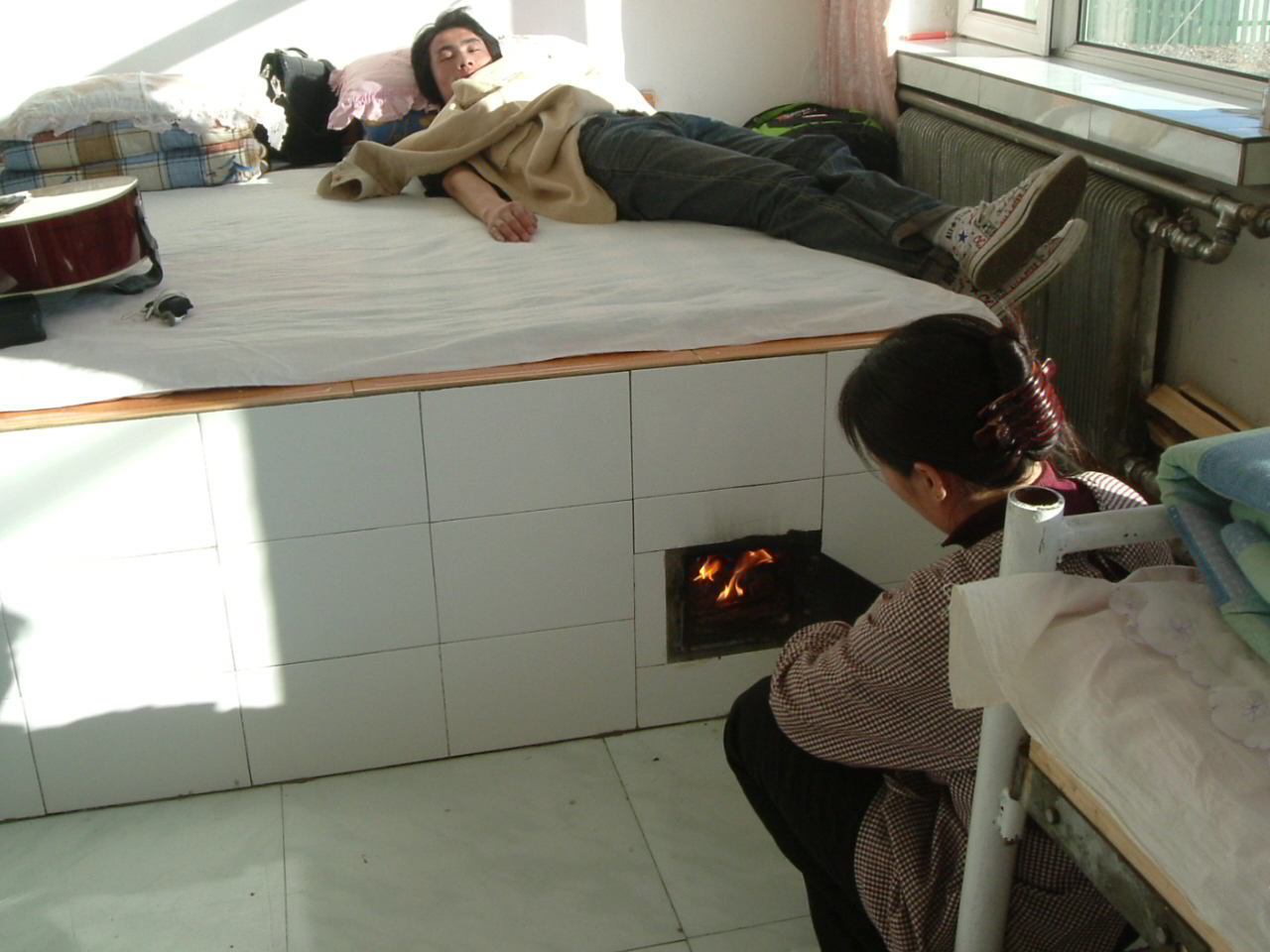
Kang in einem Hostel, 2005

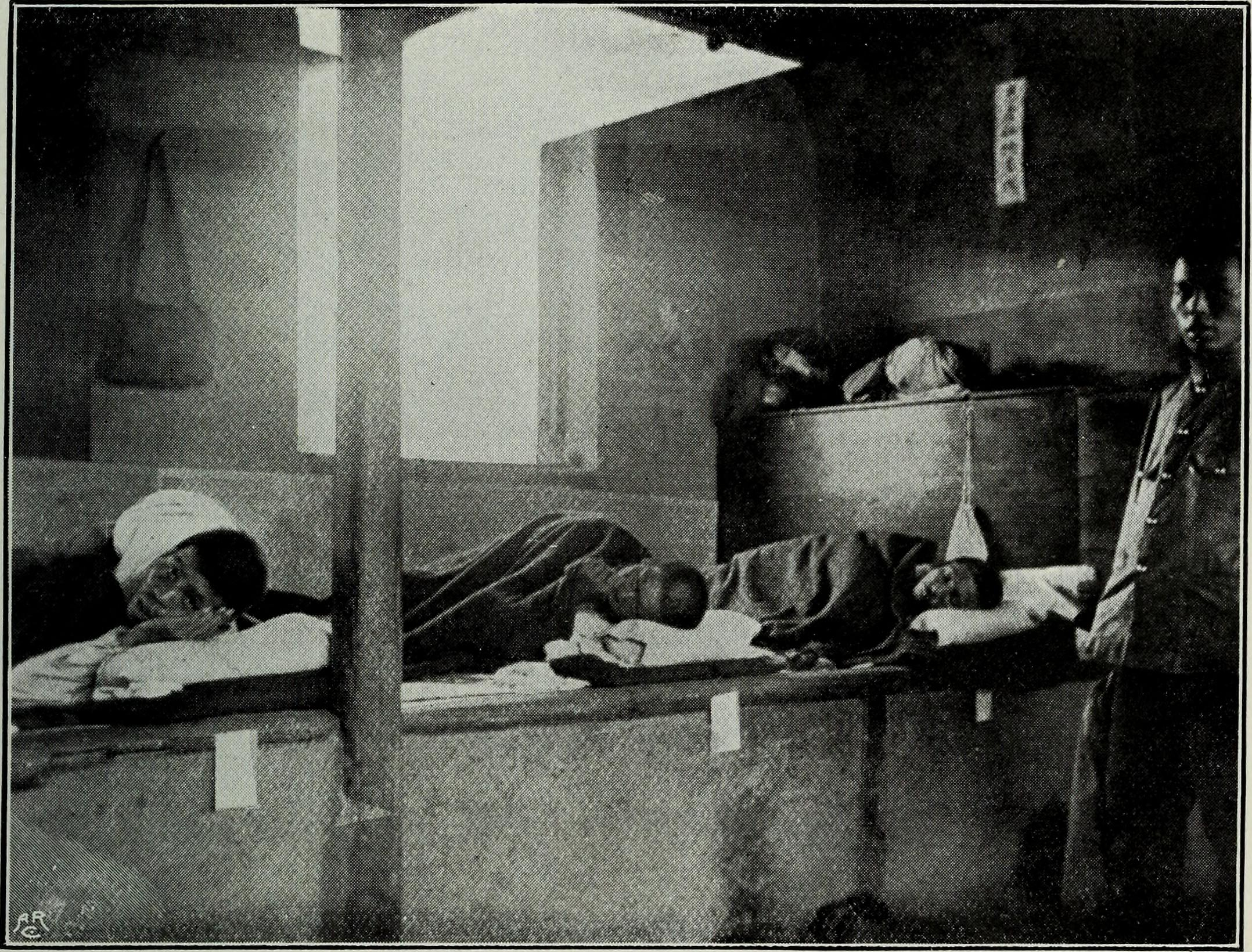
Kang, 1908

Ein Kang (Chinesisch: kàng 炕; Mandschurisch: nahan; Tibetisch: cachi ཚ་ཁྲི་) ist ein traditionelles gemauertes Ofenbett für mehrere Personen, wie es auf dem Land vor allem in Nordostchina, z. T. aber auch nach Westen bis Tibet bis heute in Gebrauch ist.

## Bauweise
Durch ein System von Röhren (kàngdòng 炕洞) wird dem Kang die Abluft von der Feuerstelle zugeleitet und der Kang so von unten beheizt. Zwischen der Feuerstelle und dem Kang sowie zwischen dem Kang und dem Kamin befindet sich jeweils eine Auffangstelle für Asche, damit die Röhren nicht verstopft werden. Die Oberflächentemperatur wird in der Regel bei 40 °C gehalten.
Heute werden Kangs häufig aus Beton gebaut.

## Verwendung
Vor allem im Winter wird auf dem Kang nicht nur geschlafen, sondern man hält sich auch tagsüber auf ihm auf. Zum Essen und für andere Verrichtungen wird dann ein kleines Tischchen (kàngjī 炕几 oder kàngzhuōzi 炕桌子) auf den Kang gestellt.
Traditionell gab es auf dem Kang eine hierarchische Schlafordnung. Ganz oben in der Hierarchie war der Platz, welcher der Feuerstelle am nächsten war (kàngtóu 炕头). Dort schlief der älteste Mann des Haushaltes, neben ihm seine Frau, gefolgt von den übrigen Familienmitgliedern nach Generation, Alter und Geschlecht.
Der Kang wird auch zum Trocknen von Wäsche (kàngbù 炕布) und Feldfrüchten sowie zum Ausbrüten von Eiern verwendet.